# Уол, Грант
Грант Валь (английское произношение: [ɡɹænt vaːl]; 2 декабря 1973, Мишен, Канзас — 10 декабря 2022, Национальный стадион) — американский спортивный журналист и футбольный аналитик CBS Sports, старший автор Sports Illustrated и корреспондент Fox Sports. Автор книги «Эксперимент Бекхэма» (2009).
Его карьера в Sports Illustrated в основном была сосредоточена на студенческом баскетболе и футболе в США. Валь баллотировался на пост президента ФИФА в 2011 году, но отказался от своей кампании после того, как не получил одобрения футбольной ассоциации. Он покинул Sports Illustrated в 2020 году и основал собственный подкаст и информационный бюллетень Substack .
Валь умер рано утром 10 декабря 2022 года в Лусаиле, Катар, во время освещения чемпионата мира по футболу 2022 года.

## Биография
Валь родился 2 декабря 1973 года в Миссии, штат Канзас. Он был фанатом Kansas City Comets, местной команды по мини-футболу.. Он учился в средней школе Shawnee Mission East High School Он был разведчиком-орлом. Он продолжил обучение в Принстонском университете, где в 1996 году получил степень бакалавра политических наук

## Карьера
В течение своего первого года в Принстонском университете он покрывал мужскую футбольную команду Princeton Tigers, затем тренировал Боба Брэдли, который впоследствии руководил футбольными командами Высшей футбольной лиги и национальной сборной США. Брэдли предоставил Валю возможность учиться за границей в Аргентине, проводя время с «Бока Хуниорс», прежде чем вернуться в Соединённые Штаты на чемпионат мира по футболу 1994 года. Валь назвал свой опыт с Брэдли катализатором его любви к спорту.
В 1996 году Валь начал карьеру в качестве стажёра в газете «Майами геральд». Оттуда он присоединился к Sports Illustrated в ноябре 1996 года, освещая студенческий баскетбол, а также футбол. За свою карьеру Валь вёл репортажи с 12 баскетбольных турниров NCAA, восьми мужских чемпионатов мира по футболу, четырёх чемпионатов мира по футболу среди женщин и пяти Олимпийских игр. Впервые Валь получил признание критиков за статью «Где папа?» (1998), в которой задокументировано растущее число внебрачных детей, рождённых профессиональными спортсменками. С тех пор он написал множество статей для обложек и профилей спортсменов. Кроме того, Валь получил четыре награды Magazine Story of the Year, присуждаемые Ассоциацией баскетбольных писателей США .
В октябре 2000 года Валя повысили до должности старшего автор в Sports Illustrated, где он в основном освещал футбол как для журнала, так и для сайта SI.com. Он написал более 50 статей для обложки журнала, в том числе статью 2002 года о тогдашнем школьном игроке Леброне Джеймсе . В своей первой книге «Эксперимент Бекхэма» (2009) Валь сосредоточился на переходе Дэвида Бекхэма в 2007 году в «Лос-Анджелес Гэлакси» в Высшей футбольной лиге и его влиянии на лигу. Книга стала бестселлером по оценке New York Times .
В октябре 2009 года, во время освещения четвёртого раунда квалификации чемпионата мира по футболу 2010 года, у Валя под дулом пистолета украли телефон и бумажник среди бела дня в Тегусигальпе, Гондурас; Ранее в тот же день он взял интервью у исполняющего обязанности президента Гондураса Роберто Мичелетти, который позже извинился перед Валем за инцидент.
В феврале 2011 года Валь объявил о возможной заявке на пост президента ФИФА на предстоящих выборах, чтобы заместить действующего Зеппа Блаттера . Однако он отказался от участия до официального крайнего срока после того, как не получил одобрения от футбольных ассоциаций (требовалось по крайней мере одно). По предложению Валя ФИФА изменила процесс выдвижения кандидатов в президенты, требуя одобрения как минимум пяти ассоциаций. Валь присоединился к FOX Sports в октябре 2012 года после того, как ранее в том же году участвовал в освещении сети турнира Евро-2012 .
В 2013 году Sports Illustrated открыла футбольную секцию под названием «Планета футбола» под руководством Валя. Свою вторую книгу «Мастера современного футбола» он опубликовал в 2018 году; в неё включены интервью с лучшими игроками и оценки их стиля игры. 10 апреля 2020 года Валь был уволен из Sports Illustrated после того, как раскритиковал Джеймса Хекмана, генерального директора издателя журнала Maven, за его действия по сокращению заработной платы во время пандемии коронавируса . В ответ Хекман раскритиковал как работу Валя, так и нежелание добровольно идти на постоянное сокращение заработной платы. 5 октября 2021 года он присоединился к CBS Sports, где стал аналитиком по освещению футбольных матчей КОНКАКАФ, а также консультантом по редактированию документальных фильмов о футболе, которые будут транслироваться на Paramount + .
В августе 2021 года Валь создал свой собственный независимый информационный бюллетень на Substack под названием «Футбол с Грантом Уолом» для своего подкаста. Он также выпустил серию подкастов о карьере Фредди Аду в 2020 году, которую распространяла Blue Wire Media. Следуя за Соединёнными Штатами на чемпионат мира по футболу 2022 года, Валь оказался вовлеченным в репрессии в Катаре в отношении предметов с изображением радуги в поддержку ЛГБТ-сообщества. Валь был задержан на 25 минут возле стадиона из-за футболки с радужным рисунком, в которую он был одет, в то время как репортер The New York Times, который был с ним, также был ненадолго задержан катарскими властями. Его последняя запись, опубликованная 8 декабря и озаглавленная «Им просто всё равно», подвергла критике руководителей оргкомитета Катара за их апатию к гибели рабочих-мигрантов на строительных площадках в стране.

## Личная жизнь
Валь был женат на Селин Гундер, американском враче и медицинском журналисте, специализирующемся на инфекционных заболеваниях и глобальном здравоохранении. Они поженились в 2001 году после знакомства в Принстонском университете, их альма-матер.

## Смерть
9 декабря 2022 года, через восемь дней после своего 49-летия, Валь внезапно потерял сознание в ложе для прессы на стадионе Lusail Iconic в Катаре, когда освещал четвертьфинальный матч между Аргентиной и Нидерландами. Местные парамедики отреагировали быстро и пытались реанимировать его в течение 30 минут, прежде чем Валь был доставлен в больницу, согласно заявлению его жены. Смерть констатировали в больнице.
Хотя причина смерти Валя остается неясной, он жаловался на дискомфорт в груди и обратился за помощью в медицинскую клинику в медиа-центре чемпионата мира, где ему сказали, что у него, вероятно, бронхит . В клинике ему дали сироп от кашля и антибиотики .
Эрик Валь сказал, что его брату угрожали смертью, и что, по его мнению, Валь был убит. Эрик Валь также заявил, что семья контактировала с представителями Госдепартамента США и Белого дома.
Президент ФИФА Джанни Инфантино, Федерация футбола США, Высшая футбольная лига, коллеги-журналисты и другие деятели американского футбола и всего мира выступили с заявлениями в память о Вале. Фотография и цветы были возложены на его место комментатора на стадионе «Аль-Байт» во время четвертьфинального матча между Францией и Англией . Памятное видео также было показано на стадионе и во время телетрансляций в США.

## Книги
- Wahl, Grant (2009). The Beckham Experiment. Crown. ISBN 0-307-40787-X.
- Wahl, Grant (2018). Masters of Modern Soccer: How the World’s Best Play the Twenty-First-Century Game. Crown. ISBN 9780307408600.